# UFC 223
UFC 223: Khabib vs. Iaquinta è stato un evento di arti marziali miste tenuto dalla Ultimate Fighting Championship il 7 aprile 2018 al Barclays Center di Brooklyn, negli Stati Uniti.

## Risultati
|                                           | Divisione             |                       |                 |                    | Metodo                                      | Round           | Tempo           | Premio          |
| Card Principale                           | Card Principale       | Card Principale       | Card Principale | Card Principale    | Card Principale                             | Card Principale | Card Principale | Card Principale |
| ----------------------------------------- | --------------------- | --------------------- | --------------- | ------------------ | ------------------------------------------- | --------------- | --------------- | --------------- |
| Sfida valida per il titolo di campione    | Pesi leggeri          | Khabib Nurmagomedov   | batte           | Al Iaquinta        | Decisione unanime (50-44, 50-43, 50-43)     | 5               | 5:00            |                 |
| Sfida valida per il titolo di campionessa | Pesi paglia femminili | Rose Namajunas (c)    | batte           | Joanna Jędrzejczyk | Decisione unanime (49-46, 49-46, 49-46)     | 5               | 5:00            |                 |
|                                           | Pesi piuma            | Renato Moicano        | batte           | Calvin Kattar      | Decisione unanime (29-28, 30-27, 30-27)     | 3               | 5:00            |                 |
|                                           | Pesi piuma            | Zabit Magomedšaripov  | batte           | Kyle Bochniak      | Decisione unanime (29-28, 30-27, 30-27)     | 3               | 5:00            | FOTN            |
|                                           | Pesi leggeri          | Chris Gruetzemacher   | batte           | Joe Lauzon         | KO tecnico (stop dall'angolo)               | 2               | 5:00            | POTN            |
| Card Preliminare (Fox Sports 1)           |                       |                       |                 |                    |                                             |                 |                 |                 |
|                                           | Pesi paglia femminili | Karolina Kowalkiewicz | batte           | Felice Herrig      | Decisione non unanime (29-28, 28-29, 29-28) | 3               | 5:00            |                 |
|                                           | Pesi leggeri          | Olivier Aubin-Mercier | batte           | Evan Dunham        | KO tecnico (ginocchiata al corpo e pugni)   | 1               | 0:53            | POTN            |
|                                           | Pesi mosca femminili  | Ashlee Evans-Smith    | batte           | Bec Rawlings       | Decisione unanime (30-27, 30-27, 30-27)     | 3               | 5:00            |                 |
|                                           | Pesi mediomassimi     | Devin Clark           | batte           | Mike Rodriguez     | Decisione unanime (29-28, 30-27, 30-27)     | 3               | 5:00            |                 |

## Premi
I lottatori premiati ricevettero un bonus di 50.000 dollari.
Legenda:
- FOTN: Fight of the Night (vengono premiati entrambi gli atleti per il miglior incontro dell'evento)
- POTN: Performance of the Night (viene premiato il vincitore per la migliore performance dell'evento)